# عبد الكريم كروم
عبد الكريم كروم (25 مارس 1936 - 9 يناير 2022) لاعب كرة قدم جزائري، شارك في ثلاثة تشكيلات للفريق الوطني الجزائري ما بين 1963و 1964.

## حياته
بدأ اللعب في فريق مولودية سعيدة سنه 1954 إنتقل في 1959 لفرنسا ليلعب مع نادي سيت ثم مع فريق اتحاد تروا وسافينيان الرياضي بداية 1959 في مركز مهاجم، في سنة 1961 التحق بفريق جبهة التحرير الوطني لكرة القدم إلى غاية 1962، هاربا من فرنسا بعد تقاضيه قيمة إمضائه العقد مع نادي تروا بعائلته متوجها لتونس أين يتواجد فريق جبهة التحرير للتدريب.
أكمل مشواره مع سريع أمال المحمدية كمدرب من 1969 حتى 1979.

## روابط خارجية
- عبد الكريم كروم على موقع قاعدة بيانات كرة القدم.إي يو (الإنجليزية)
- عبد الكريم كروم على موقع ناشيونال فوتبول تيمز (الإنجليزية)